# Formica reflexa
Formica reflexa är en myrart som beskrevs av William F. Buren 1942. Formica reflexa ingår i släktet Formica och familjen myror. Inga underarter finns listade i Catalogue of Life.

## Bildgalleri

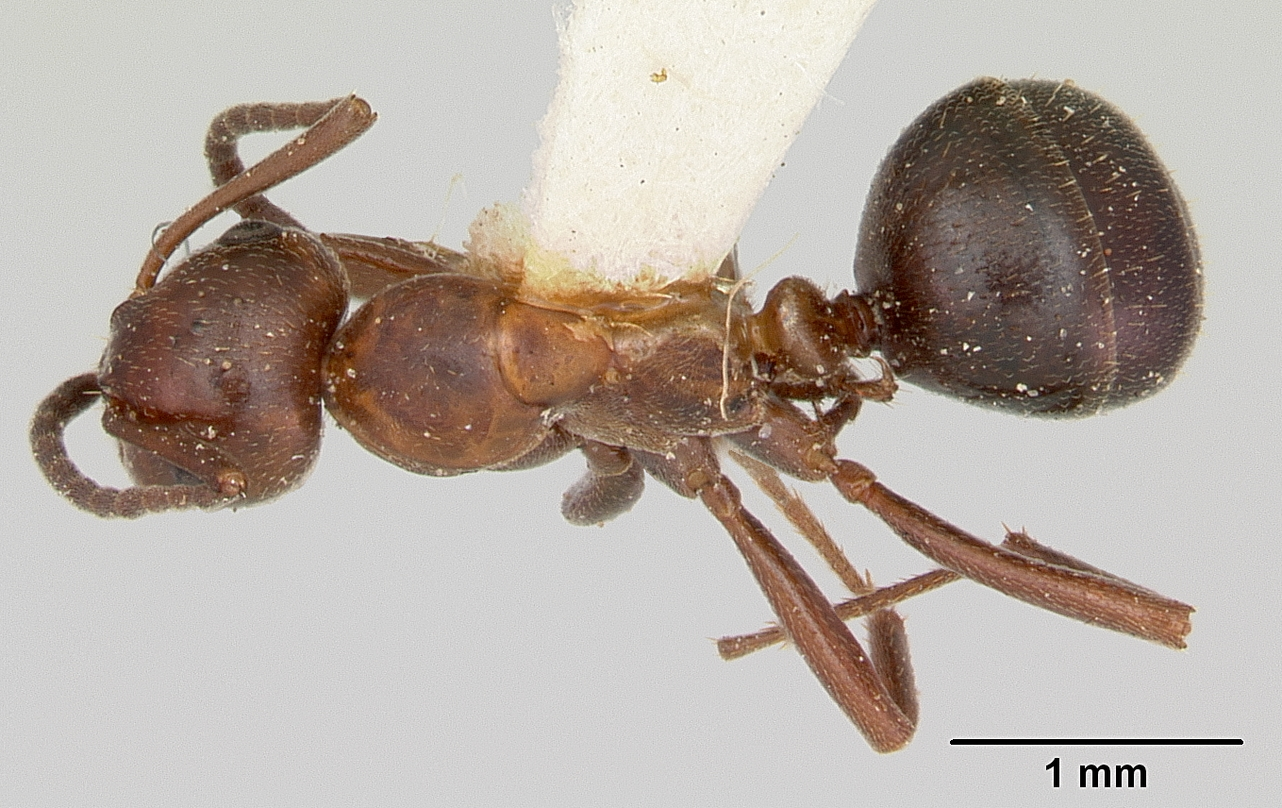
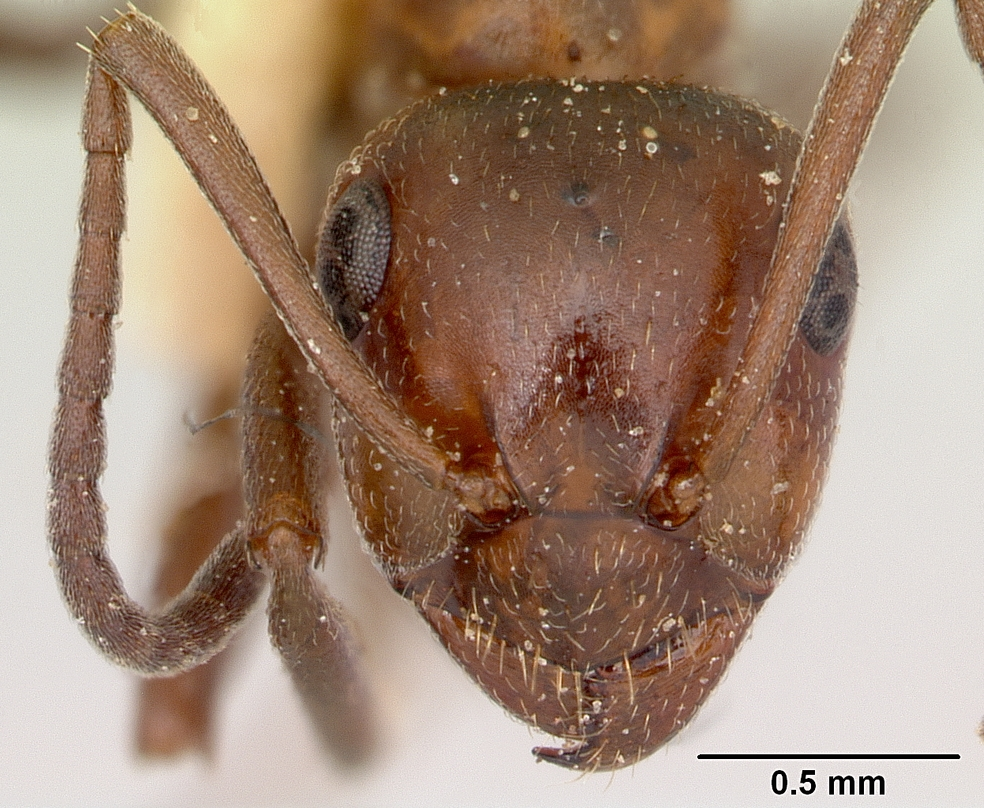
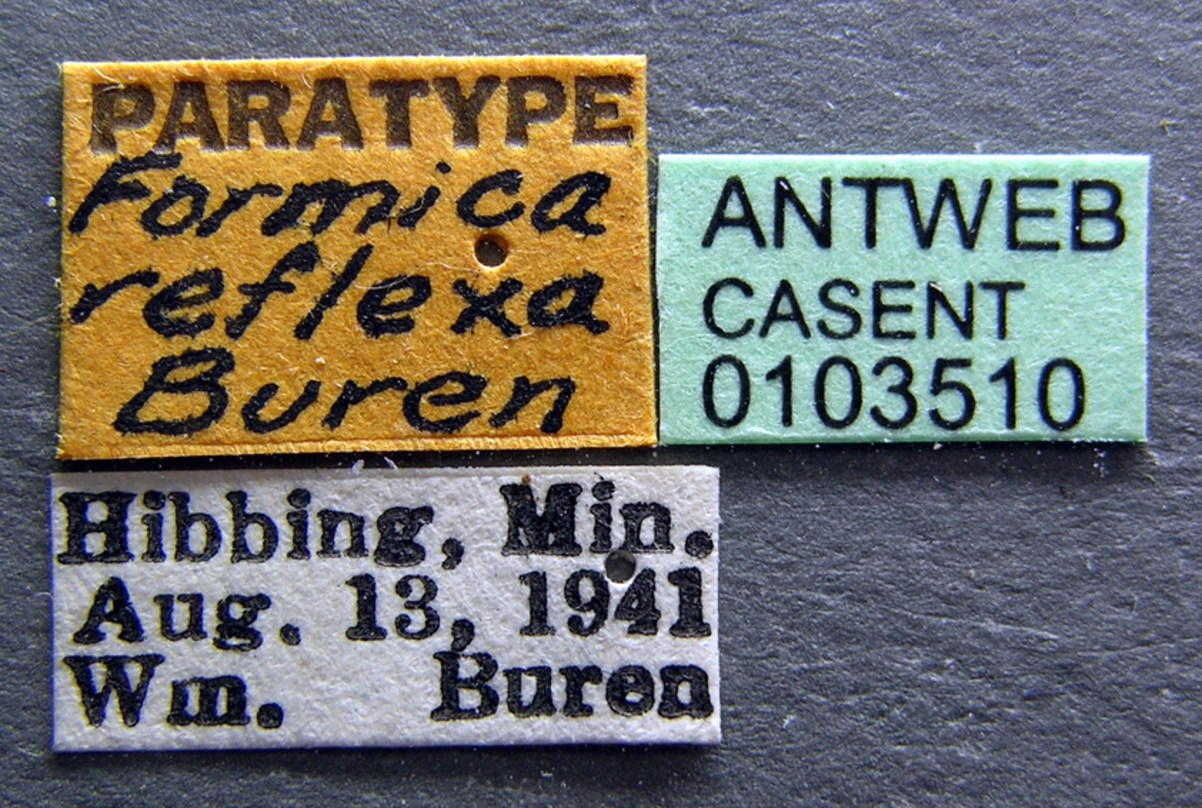
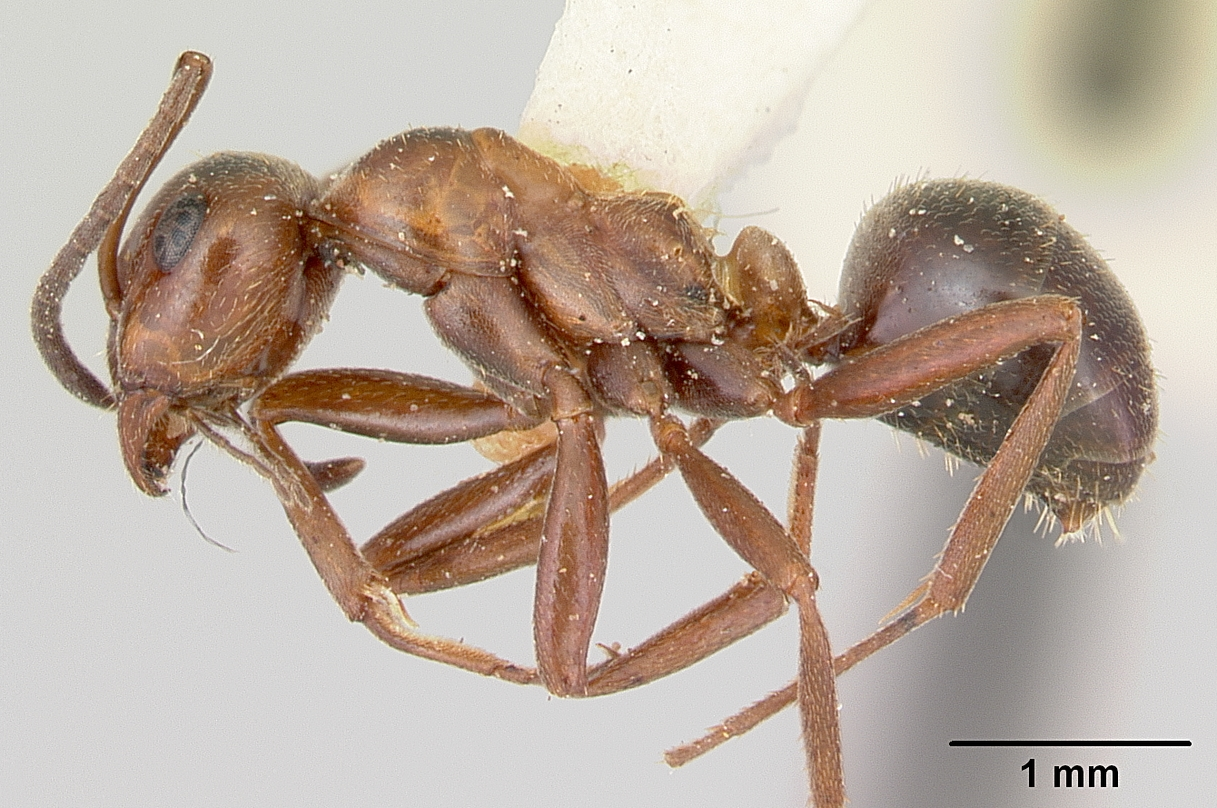
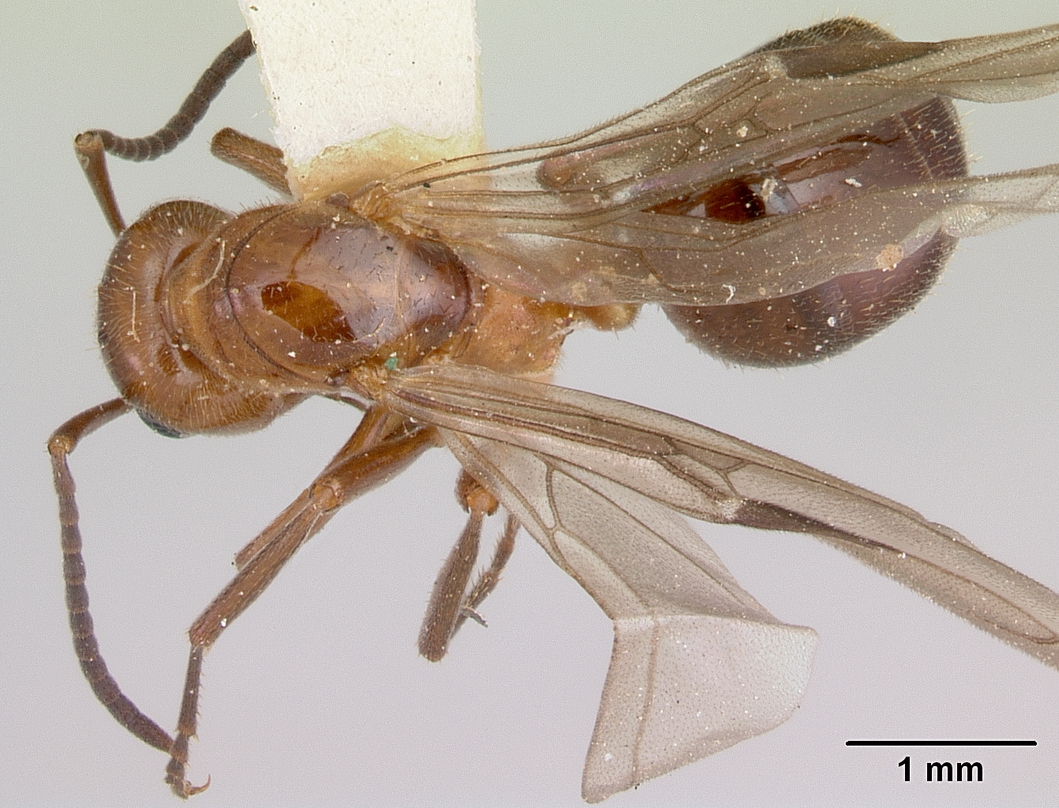
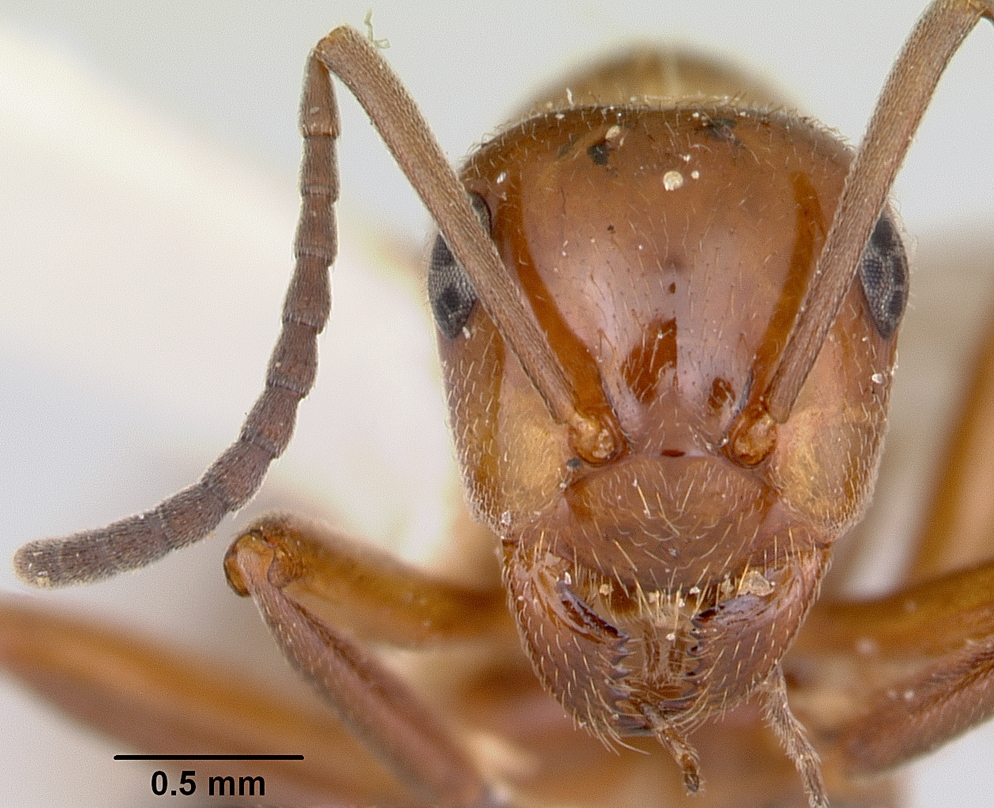